# Eryngium hemsleyanum
Eryngium hemsleyanum är en flockblommig växtart som beskrevs av H.Wolff. Eryngium hemsleyanum ingår i släktet martornar, och familjen flockblommiga växter. Inga underarter finns listade i Catalogue of Life.